# Hilton Hawaiian Village
Le Hilton Hawaiian Village est un hôtel populaire, et un des plus grands au monde appartenant à la chaîne Hilton. Il se trouve à Honolulu (île de Oahu), capitale d'Hawaii, aux États-Unis, près de l'Ala Moana Center (un grand centre commercial).